# Símmies de Macedònia
Símmies (en llatí Simmias, en grec antic Σιμμίας), fou un militar macedoni, fill de Andròmenes i germà d'Amintes i d'Àtal, oficials d'Alexandre el Gran.
Probablement va servir a la falange macedònia dirigida pel seu germà Amintes i apareix agafant el comandament d'aquesta en la batalla de Gaugamela, en absència del seu germà. El 330 aC va ser acusat junt amb els seus germans d'estar implicat a la conspiració de Filotes però l'enèrgica defensa d'Amintes davant l'assemblea de l'exèrcit va donar lloc a la seva absolució, segons Flavi Arrià i Quint Curci Ruf.